# Ружичка, Петер
Петер Ружичка (нем. Peter Ruzicka; род. 3 июля 1948, Дюссельдорф) — немецкий композитор, дирижёр, музыкальный писатель
 и организатор.

## Биография
Учился в Гамбурге, Мюнхене и Берлине. Художественный руководитель симфонического оркестра Берлинского радио (1979—1987), директор Гамбургской государственной оперы и Государственной филармонии Гамбурга (1988—1997), оркестра Королевского Концертгебау в Амстердаме (1997—1999), директор Зальцбургского фестиваля (2001—2006), с 2006 — Мюнхенской биеннале. Профессор Высшей музыкальной и театральной школы Гамбурга (с 1990).
Дирижировал музыкой XX века (Малер, Шельси, Хенце, Лахенман, Петтерссон), концертировал в Австрии, Чехии, Японии.

## Музыкальные сочинения
Автор опер Outside — Inside (1972), Целан (1998—1999), Целан-симфонии для баритона, меццо-сопрано и большого оркестра (1998—2002), сочинений для оркестра, камерной музыки (4 струнных квартета), хоровых и вокальных сочинений (Gestalt und Abbruch, на слова Целана, для 16 голосов, 1979; …Inseln, randlos…, на слова Целана, для 16 голосов, скрипки и большого оркестра, 1994—1995; Todesfuge, на стихи Целана, 1968—1969; Sechs Gesänge nach Fragmenten von Nietzsche, 1992), вариаций на темы Гайдна и Таллиса, др. произведений. С особым постоянством возвращается к стихам и образу Пауля Целана (он был одним из последних, кто весной 1970 видел поэта живым).

## Сочинения о музыке
- Erfundene und gefundene Musik: Analysen, Portraits und Reflexionen. Hofheim: Wolke Verlag, 1998

## Признание
Лауреат премии г. Штутгарт (1969), премии Бартока (1970), премии Гаудеамус (1972), премии Баха (1972), премии Луи Шпора (2004). Член Академии искусств Мюнхена (1985), Свободной Академии искусств Гамбурга (1987). Удостоен Австрийского почетного знака за заслуги в науке и искусстве (2006).